# Rawatsar
Rawatsar é uma cidade e um município no distrito de Hanumangarh, no estado indiano de Rajasthan.

## Geografia
Rawatsar está localizada a 29° 17′ N, 74° 23′ L. Tem uma altitude média de 176 metros (577 pés).

## Demografia
Segundo o censo de 2001, Rawatsar tinha uma população de 28,383 habitantes. Os indivíduos do sexo masculino constituem 53% da população e os do sexo feminino 47%. Rawatsar tem uma taxa de literacia de 55%, inferior à média nacional de 59.5%: a literacia no sexo masculino é de 65% e no sexo feminino é de 44%. Em Rawatsar, 17% da população está abaixo dos 6 anos de idade.